# Drifting Home
Drifting Home (Originaltitel: Ame o Tsugeru Hyōryū Danchi, 雨を告げる漂流団地) ist ein Anime-Film aus dem Studio Colorido von Regisseur Hiroyasu Ishida aus dem Jahr 2022. Die Fantasy-Geschichte erzählt von einer Gruppe von Schülern, die mitsamt eines zum Abriss bestimmten Wohnhauses aufs Meer versetzt werden und zu einem unbekannten Ziel treiben.

## Handlung
Während der Sommerferien schleicht sich die 11-jährige Natsume Tonai in ein Abrisshaus, in dem sie früher oft zusammen mit ihrem Schulfreund Kōsuke Kumagaya bei dessen Großvater war. Auch Kōsuke geht, zusammen mit seinen Freunden Taishi und Yuzuru, in das Haus, weil die für ein Schulprojekt Geister suchen wollen. Sie treffen zufällig Natsume und es kommt zum Streit, weil sie und Kōsuke sich seit längerem nicht mehr vertragen. Das wird von Reina und Juri bemerkt, die dazukommen, weil Reina auf Natsumes enges Verhältnis zu Kōsuke eifersüchtig ist. Als der Streit eskaliert, werden sie in einem plötzlichen Regenguss mitsamt des gesamten Hauses auf ein Meer versetzt. Ringsherum ist nur Wasser und das Haus scheint zu schwimmen. Gelegentlich treiben andere verlassene Häuser an ihnen vorbei und die Kinder wissen nicht, wie sie wieder nach Hause kommen sollen. Bei der Erkundung des Hauses treffen sie auf den mysteriösen, hoch gewachsenen Jungen Noppo. Natsume hatte bereits erzählt, dass sie sich hier mit ihm treffen würde, doch die anderen hatten ihr bisher nicht geglaubt. Nun schließt er sich der Gruppe an, während Kōsuke sich eher abgrenzt und vor allem Abstand zu Natsume sucht.
Als die gemeinsamen Vorräte langsam zur Neige gehen, wirft Kōsuke ein Seil zu einem vorbeitreibenden Haus aus und will dort Lebensmittel suchen. Auch Natsume begleitet ihn und langsam begreifen sie, dass sie in dieser Situation zusammenhalten müssen. Doch noch immer wissen sie nicht, wo sie eigentlich sind und wie sie nach Hause kommen. Immer mehr Häuser treiben vorbei, die die Kinder als längst abgerissene Gebäude aus ihrer Vergangenheit erkennen. Auch schmerzhafte Erinnerungen werden wach und nach und nach sprechen sich Natsume und Kōsuke aus. Natsume, deren Eltern sich ständig gestritten haben, fand bei Kōsuke und seinem Großvater Zuflucht. Doch als der starb, konnte sich Kōsuke nicht richtig von ihm verabschieden, weil sich die beiden Kinder gerade gestritten hatten. Das belastet ihre Beziehung seither und nur langsam können sie sich verzeihen. Währenddessen versinkt das Wohnhaus immer tiefer im Meer, manche der Kinder werden verletzt und ihre Situation wird immer gefährlicher. Noppo zeigt immer eigenartigere Veränderungen, die er mit dem Haus teilt. Die Gruppe erkennt, dass er der Geist des Hauses ist und sie mit ihm in diese Welt versetzt wurden.
In einem aufziehenden Sturm, in dem das Haus zu sinken droht, wollen sie Noppo verlassen, um nicht mit zu versinken. Doch Natsume kann sich nicht von Noppo und dem Haus trennen, an die sie so viele glückliche Erinnerungen mit Kōsuke und seinem Großvater hat. Sie bleibt zurück, doch die Freunde besinnen sich und kehren zu ihnen zurück. Mit Hilfe eines alten Riesenrades und dessen Geist können sie das Haus vor dem Versinken retten. Schließlich verzieht sich der Sturm und sie treffen auf Land, auf dem viele verlassene Häuser und deren Geister gestrandet sind. Noppo sieht seine Bestimmung erreicht und verlässt die Freunde. Die treiben mitsamt des Hauses wieder weg und werden schließlich zurück in ihre Welt versetzt, wo sie sich im Abrisshaus wiederfinden.

## Produktion und Veröffentlichung
Der Film entstand nach einer Idee von Hiroyasu Ishida und einem Drehbuch von Ishida, Hayashi Mori und Minaka Sakamoto bei Studio Colorido. Ishida führte auch Regie. Das Charakterdesign entwarf Akihiro Nagae und die künstlerische Leitung lag bei Kunihiko Inaba. Für den Ton war Eriko Kimura verantwortlich, die Computeranimationen entstanden unter der Leitung von Mayu Takebana und für die Kameraführung war Kei Machida zuständig. Für den Schnitt war Ryota Kinami verantwortlich und die Musik komponierte Umitarō Abe.
Die Veröffentlichung des Animes bei Netflix und in den japanischen Kinos wurde erstmals im September 2021 angekündigt. Der Film lief schließlich am 16. September 2022 in Japan in den Kinos an und wurde weltweit auf Netflix veröffentlicht. Neben der japanischen Synchronfassung wurden auch Fassungen in mehreren anderen Sprachen herausgegeben, darunter Deutsch und Englisch.

## Synchronisation
Die deutsche Synchronfassung entstand bei Oxygen Sound Studios unter der Regie von Velin Marcone und nach einem Dialogbuch von Eva Maria Peters.
| Rolle            | Japanische Sprecher (Seiyū) | Deutsche Sprecher    |
| ---------------- | --------------------------- | -------------------- |
| Natsume Tonai    | Asami Seto                  | Anna Amalie Blomeyer |
| Kōsuke Kumagaya  | Mutsumi Tamura              | Tobias Diakow        |
| Noppo            | Ayumu Murase                | Philip Süß           |
| Yasuji Kumagaya  | Bin Shimada                 | Otto Strecker        |
| Yuzuru Tachibana | Daiki Yamashita             | Linus Drews          |
| Reina Haba       | Inori Minase                | Lea Kalbhenn         |
| Juri Andō        | Kana Hanazawa               | Melinda Rachfahl     |
| Satoko Tonai     | Nana Mizuki                 | Olivia Büschken      |
| Taishi Koiwai    | Yumiko Kobayashi            | Peggy Pollow         |